# Cédric Mensah
Pour les articles homonymes, voir Mensah.
Cédric Mensah, né le 6 mars 1989 à Marseille (France), est un footballeur international togolais évoluant au poste de gardien de but.

## Biographie
Passé par la Jeunesse sportive arménienne Saint-Antoine (JSA Saint-Antoine) puis les Sports athlétiques de Saint-Antoine (SA Saint-Antoine), clubs des quartiers nord de Marseille, Cédric Mensah rejoint le SO Les Caillols avant de porter les couleurs de l'USTM Football.
Cédric Mensah reçoit plusieurs propositions pour rejoindre des centres de formations professionnel et choisi les Girondins de Bordeaux. En 2004 il termine troisième du Tournoi de Montaigu avec les Girondins. Au terme de son contrat en Gironde il signe à Lille OSC pour une saison durant laquelle il côtoie des joueurs tels qu'Eden Hazard ou Idrissa Gueye. Lors de cette même saison il est appelé pour la première fois par Stephen Keshi en sélection nationale togolaise en 2007 et sous les ordres d'Henri Stambouli il joue trois matchs des éliminatoires de la Coupe du monde 2010 (deux contre la Zambie et un contre l'Eswatini).
Il s'engage ensuite avec le Paris Football Club lors de la saison 2008-2009 où il ne joue que deux matchs de National 1 et un match de Coupe de France. En fin de saison il n'est pas conservé et se retrouve sans club la saison suivante.
Après un an sans jouer, c'est en juin 2010, qu'il rejoint la réserve de l'Olympique de Marseille, alors en DH (5e division française) pour l'aider à remonter en CFA. Il accède à l'échelon supérieur dès la première saison et alterne durant trois saisons entre le groupe professionnel et l'équipe réserve. Il quitte le club à la fin de la saison 2012-2013 face à la politique mise en place par le club, visant à promouvoir ses éléments internes.
En août 2013, il signe en faveur du SR Colmar alors en Championnat de football National et y dispute 92 matchs en trois saisons. Lors de cette période il participe aussi aux éliminatoires de la CAN 2015 mais en qualité de doublure. Et à l'issue de la saison 2015-2016 le club Haut-Rhinois en proie à des difficultés financières dépose le bilan.
En septembre 2016, il s'engage alors avec Le Mans FC alors en National 3. Désigné dans l'équipe-type de la saison 2016-2017 par les entraîneurs du groupe B de CFA2, il connaît deux montées successives en deux saisons et amène le club Sarthois jusqu'en National. Durant cette période il est également convoqué en sélection nationale du Togo et joue quatre matchs lors des éliminatoires de la CAN 2017 (deux contre la Tunisie, un contre le Libéria et un autre contre Djibouti). Au terme des éliminatoires l'équipe obtient sa qualification pour la Coupe d'Afrique des Nations en janvier 2017 au Gabon où il participe au dernier match de poule contre la RD Congo.
Durant l'été 2018, il s'engage en faveur du Stade Lavallois qui évolue en National et signe son premier contrat professionnel d'une durée d'une année plus une autre en option en cas de montée en ligue 2. Mais à l'issue de la saison le club mayennais termine à la 4e place.
Le 26 juin 2019, il est annoncé dans le groupe de l'UNFP FC, équipe qui permet à des footballeurs professionnels de se montrer lors de matchs amicaux contre des équipes professionnelles et décrocher un nouveau contrat.
En juin 2020, il signe à Jura Sud Foot, un club évoluant en National 2. Après deux saisons au club en tant que titulaire il quitte le club en direction du Stade poitevin en National 3.
En juin 2023, il rejoint l'US Avranches en National 1.

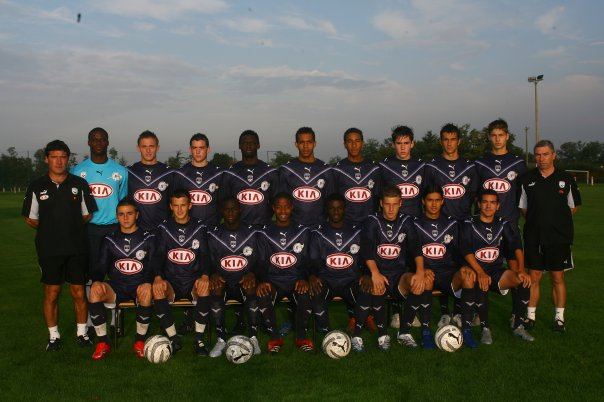
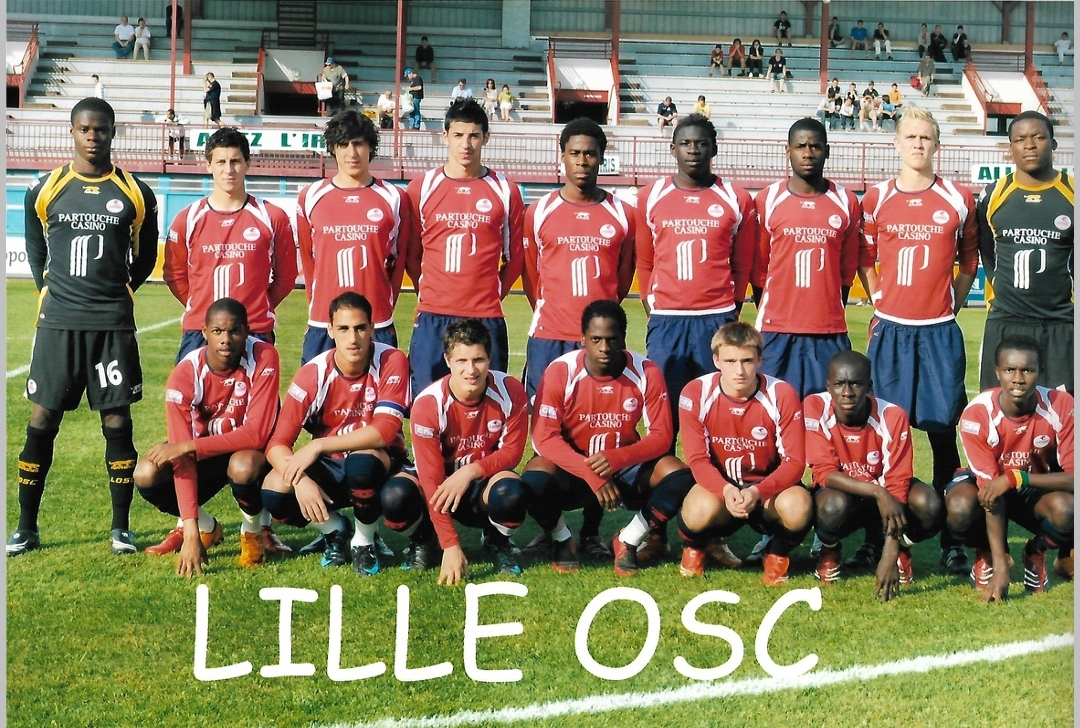
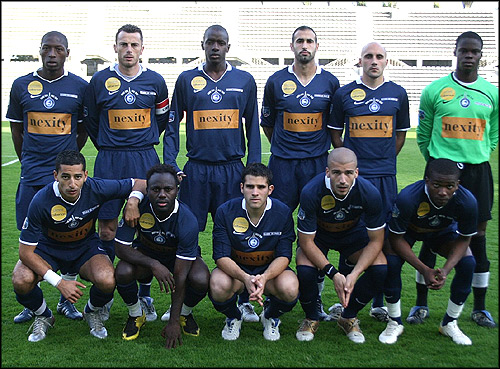
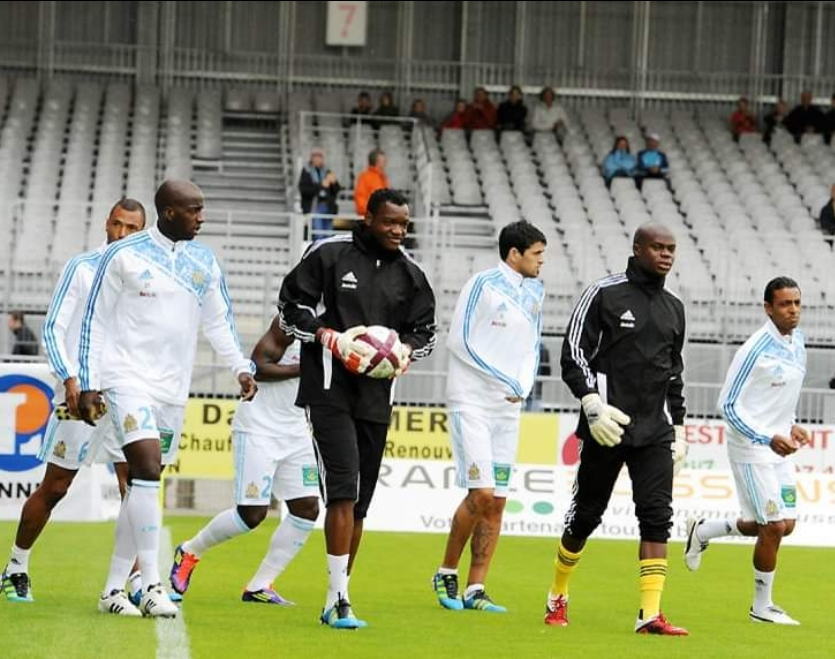
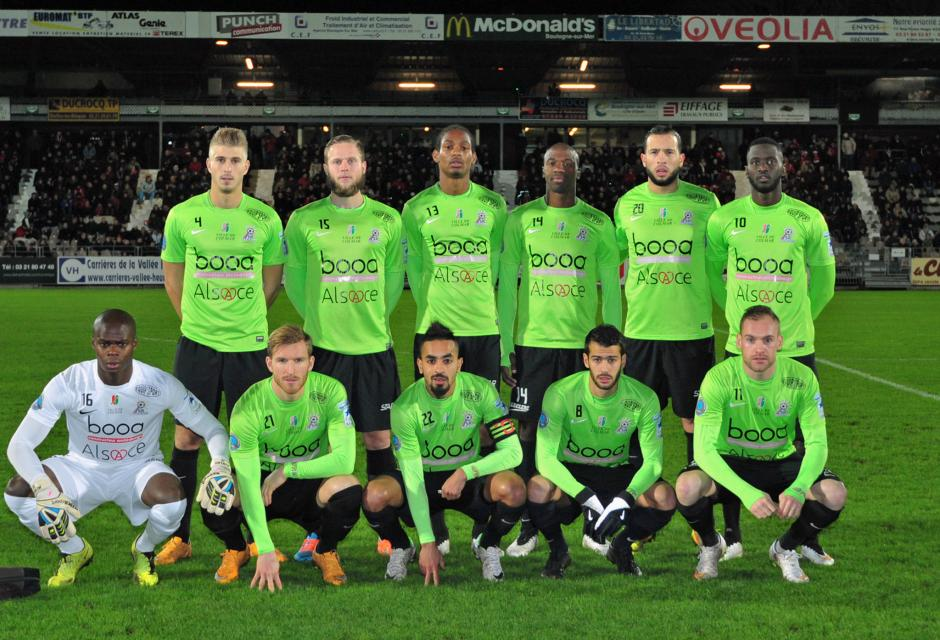
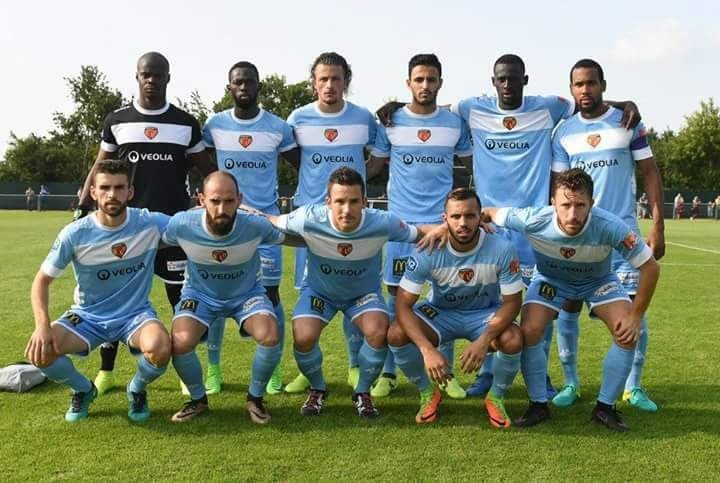
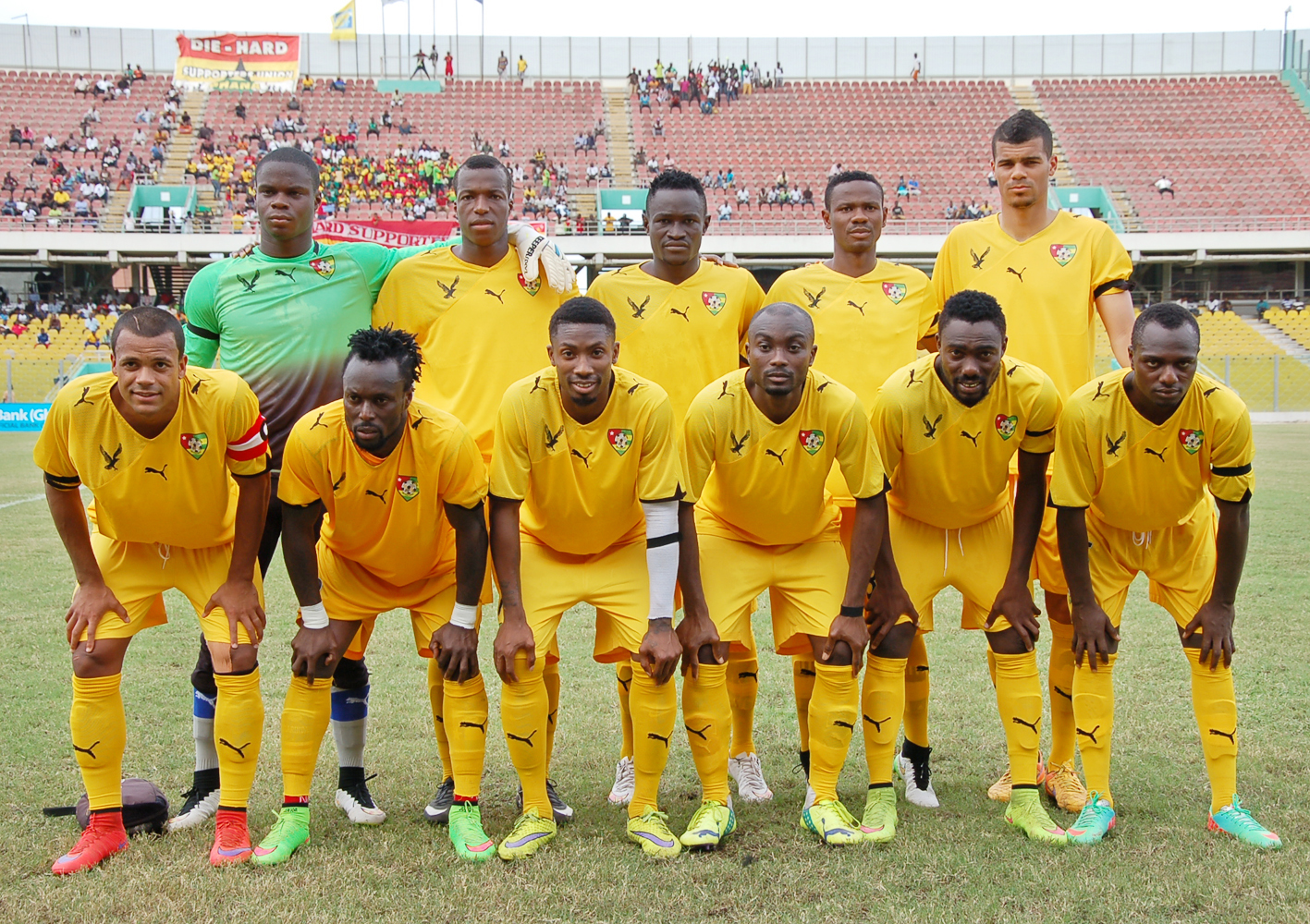

### Liste des matchs internationaux
| Matches internationaux de Cédric Mensah | Matches internationaux de Cédric Mensah | Matches internationaux de Cédric Mensah                    | Matches internationaux de Cédric Mensah | Matches internationaux de Cédric Mensah | Matches internationaux de Cédric Mensah | Matches internationaux de Cédric Mensah                                   |
|                                         | Date                                    | Lieu                                                       | Adversaire                              | Résultat                                | Compétition                             | Notes                                                                     |
| --------------------------------------- | --------------------------------------- | ---------------------------------------------------------- | --------------------------------------- | --------------------------------------- | --------------------------------------- | ------------------------------------------------------------------------- |
| 1.                                      | 22 août 2007                            | Stade de Kégué, Lomé, Togo                                 | Zambie                                  | 3 – 1                                   | Match amical                            | Titulaire.                                                                |
| 2.                                      | 18 novembre 2007                        | Accra Sports Stadium, Accra, Ghana                         | Ghana                                   | 2 – 0                                   | Match amical                            | Titulaire.                                                                |
| 3.                                      | 25 mars 2008                            | Stade Déjerine, Paris, France                              | Guinée                                  | 2 – 0                                   | Match amical                            | Titulaire.                                                                |
| 4.                                      | 31 mai 2008                             | Accra Sports Stadium, Accra, Ghana                         | Zambie                                  | 1 – 0                                   | Éliminatoires mondial 2010              | Titulaire.                                                                |
| 5.                                      | 8 juin 2008                             | Somhlolo National Stadium, Lobamba, Eswatini               | Eswatini                                | 2 – 1                                   | Éliminatoires mondial 2010              | Titulaire.                                                                |
| 6.                                      | 20 août 2008                            | Stade du Vieux-Pré, Dreux, France                          | RD Congo                                | 2 – 1                                   | Match amical                            | Titulaire.                                                                |
| 7.                                      | 10 septembre 2008                       | Konkola Stadium, Chililabombwe, Zambie                     | Zambie                                  | 1 – 0                                   | Éliminatoires mondial 2010              | Titulaire et remplacé par Abdoul Nassirou Omourou à la 54e minute de jeu. |
| 8.                                      | 11 février 2009                         | Stade Amable-et-Micheline-Lozai, Le Petit-Quevilly, France | Burkina Faso                            | 1 – 1                                   | Match amical                            | Entre en jeu à la place de Kossi Agassa à la 45e minute de jeu.           |
| 9.                                      | 12 août 2009                            | Stade du Restelo, Lisbonne, Portugal                       | Angola                                  | 2 – 0                                   | Match amical                            | Titulaire.                                                                |
| 10.                                     | 19 mai 2010                             | Stade François-Coty, Ajaccio, France                       | Gabon                                   | 3 – 0                                   | Match amical                            | Titulaire.                                                                |
| 11.                                     | 14 août 2012                            | Stade Municipal, Saint-Leu-la-Forêt, France                | Burkina Faso                            | 0 – 3                                   | Match amical                            | Entre en jeu à la place de Baba Tchagouni à la 46e minute de jeu.         |
| 12.                                     | 8 juin 2015                             | Accra Sports Stadium, Accra, Ghana                         | Ghana                                   | 1 – 0                                   | Match amical                            | Titulaire.                                                                |
| 13.                                     | 14 juin 2015                            | Stade de Kégué, Lomé, Togo                                 | Liberia                                 | 2 – 1                                   | Qualifications CAN 2017                 | Titulaire.                                                                |
| 14.                                     | 4 septembre 2015                        | Stade El Hadj-Hassan, Djibouti, Djibouti                   | Djibouti                                | 0 – 2                                   | Qualifications CAN 2017                 | Titulaire.                                                                |
| 15.                                     | 25 mars 2016                            | Stade Mustapha-Ben-Jannet, Monastir, Tunisie               | Tunisie                                 | 1 – 0                                   | Qualifications CAN 2017                 | Titulaire.                                                                |
| 16.                                     | 29 mars 2016                            | Stade de Kégué, Lomé, Togo                                 | Tunisie                                 | 0 – 0                                   | Qualifications CAN 2017                 | Titulaire.                                                                |
| 17.                                     | 24 janvier 2017                         | Stade de Port-Gentil, Port-Gentil, Gabon                   | RD Congo                                | 1 – 3                                   | CAN 2017                                | Entre en jeu à la place de Baba Tchagouni à la 24e minute de jeu.         |